# Natalie Payida Jabangwe
 (juin 2023).
Natalie Payida Jabangwe, connue sous le nom de Natalie Payida, est une femme d'affaires et ingénieure en informatique originaire du Zimbabwe. Elle occupe actuellement le poste de Responsable du numérique au sein de Sanlam, une entreprise basée au Cap, en Afrique du Sud. Dans ses fonctions, elle est responsable de la supervision des opérations numériques dans plus de 34 marchés africains, ainsi qu'en Inde et en Malaisie.
Elle fut directrice exécutive d'EcoCash, le service d'argent mobile d'Econet Wireless, une importante société de téléphonie mobile au Zimbabwe. En 2018, elle est à la tête de la deuxième plus grande entreprise de services financiers mobiles en Afrique, avec plus de six millions de clients,.

## Première vie et éducation
Payida Jabangwe est née au Royaume-Uni vers 1983. Elle étudie à l'université du Middlesex, où elle obtient un baccalauréat ès sciences en génie informatique. Pendant son séjour dans le Middlesex, elle étudie également au Spelman College d'Atlanta, en Géorgie. Plus tard, elle obtient un Executive Master of Business Administration de l'Imperial College de Londres.

## Carrière
Alors qu'elle poursuit sa maîtrise, elle travaille avec National Cash Register et participe à l'élaboration de la stratégie de paiements numériques de l'entreprise. En janvier 2014, elle est recrutée pour prendre la direction d'EcoCash et s'installe au Zimbabwe à cette occasion. En décembre 2016, elle serait la plus jeune directrice générale d'une société d'argent mobile en Afrique.
En mai 2018, Payida Jabangwe est sélectionnée parmi les 100 jeunes leaders mondiaux du Forum économique mondial 2018. Cette distinction reconnaît les réalisations exceptionnelles des jeunes leaders les plus brillants et prometteurs de moins de 40 ans à travers le monde,. Elle est également membre du programme de bourses de leadership de l'archevêque Desmond Tutu,. En novembre 2018, António Guterres, secrétaire général des Nations unies, la désigne pour faire partie du groupe de travail des Nations unies sur le financement numérique des objectifs de développement durable. Ce groupe de travail est coprésidé par Maria Ramos et Achim Steiner.
En 2018, Natalie Payida Jabangwe est citée parmi les 100 leaders économiques de l'Afrique de demain par l'Institut Choiseul pour la politique internationale et la géoéconomie, un groupe de réflexion basé à Paris.
Alors qu'elle est étudiante au Spelman College d'Atlanta, Natalie effectue un stage dans le bureau de Shirley Franklin, qui est alors maire d'Atlanta. Pendant ce stage, Payida Jabangwe est reconnue pour avoir élaboré les premières politiques de sécurité des technologies de l'information d'Atlanta en 2004, alors que Natalie n'a que 21 ans.

## Famille
Natalie Payida Jabangwe a une fille nommée Makatendeka Morris.